# Achille de Harlay de Sancy
Pour les articles homonymes, voir Harlay.
Ne doit pas être confondu avec Achille de Harlay ou Achille III de Harlay.
Achille de Harlay de Sancy, (né à Paris en 1581 - mort à Saint-Malo le 26 novembre 1646), baron de Sancy, est un évêque de Saint-Malo.

## Biographie

### Débuts
Fils de Nicolas de Harlay de Sancy, surintendant des finances d'Henri IV, et de Marie Moreau, fille du Seigneur de Grobois. On ne connait pas sa formation mais il étudie au collège de Lisieux vers 1599 où il obtient un doctorat de droit. Achille de Harlay de Sancy embrasse dans un premier temps la carrière ecclésiastique. Abbé commendataire de Villeloin en Touraine, des Chastelliers en Poitou, il est nommé évêque de Lavaur par Henri IV en 1603 mais n'accepte pas cette charge, quittant alors l'état ecclésiastique et prenant le titre de marquis de Morainvilliers.

### Carrière diplomatique
Il est dès lors envoyé comme ambassadeur de France au Levant (Constantinople), de 1610 à 1619, sous la régence de Marie de Médicis. Il acquiert et fait copier pour son compte un grand nombre de manuscrits en grec et en hébreu. Ayant appris l'arabe, cet excellent orientaliste lègue sa précieuse bibliothèque aux pères de la congrégation de l'Oratoire, les susdits manuscrits se trouvant aujourd'hui à la Bibliothèque nationale de France.
Il revient à sa vocation religieuse initiale et devient bachelier en théologie. En 1619, il entre dans la congrégation de l'Oratoire de la rue Saint-Honoré dont il devient le supérieur général après avoir été ordonné prêtre en 1620. Envoyé à la cour de Savoie puis en Angleterre en tant qu'aumônier et confesseur de la reine Henriette-Marie de France, il est nommé le 16 août 1631 évêque de Saint-Malo.
Il reçoit de 1618 à 1628 en commende l'abbaye Saint-Urbain dans l'actuelle Haute-Marne dans le diocèse de Chalon.

### Épiscopat et décès
Sacré en janvier 1632, il prend possession du siège de Saint-Malo par procureur le 27 février 1632, n'entrant dans la ville épiscopale que le 29 suivant.
En 1634, il préside les États de Bretagne.
En 1636, il procède à la bénédiction de l'église des moines récollets sur l'île de Cézembre, au large de Saint-Malo.
Nommé abbé de Saint-Méen et Gaël en août 1639, il met en œuvre les directives du concile de Trente, transformant le 20 octobre 1643 ce monastère en séminaire diocésain, les Bénédictins devant laisser la place aux Lazaristes, des lettres patentes de mars 1646 confirmant par ailleurs cette décision.
Il obtient en 1644 la nomination de son neveu, Ferdinand de Neufville de Villeroy, comme coadjuteur avec succession au siège de Saint-Malo. Ce dernier, qu'il sacre évêque de Sebaste (de) le 28 août, ne deviendra évêque de Saint-Malo qu'à la démission de son oncle le 20 novembre 1646.
Achille de Harlay de Sancy décède six jours plus tard. Embaumé, il ne sera inhumé en sa cathédrale que le 18 décembre suivant, à proximité des fonts baptismaux.
Armes : d'argent à deux pals de sable.

### Postérité
Les travaux de Louis Batiffol, bibliothécaire et historien français, spécialiste de l'époque de Louis XIII, établiraient, sans faire l'unanimité, qu'Achille de Harlay de Sancy est le principal responsable du manuscrit qui fut publié en 1823 sous le titre Mémoires du cardinal de Richelieu chez Foucauld, libraire, rue de Sorbonne, et attribué au cardinal lui-même. Ces Mémoires sont toujours republiés au XXIe siècle à partir de publications du début du XXe siècle.

## Source
- Amédée Guillotin de Corson, Pouillé historique de l'archevêché de Rennes, Rennes, Fougeray et Paris, René Haton, 1880-1886, 6 vol. in-8° br., couv. impr.
- (en) Joseph Bergin The Making of French Episcopate (1589-1661) Yale University Press 1996  (ISBN 978-0300067514) p. 640.